# Єзьоркі-Малі
Єзьоркі-Малі (пол. Jeziorki Małe, нім. Kleinschöntal) — село в Польщі, у гміні Ґолдап Ґолдапського повіту Вармінсько-Мазурського воєводства.
У 1975-1998 роках село належало до Сувальського воєводства.